# 江川英吉
江川 英吉（えがわ ひでよし）は、戦国時代から安土桃山時代の武将。

## 略歴
江川氏は鎌倉時代より続く伊豆韮山の在地武士で、戦国時代からは代々後北条氏に仕えた。また北条時頼に韮山で作った酒を献じて賞され、江川酒と言われたその酒は諸国で代々名酒といわれた。
天正18年（1590年）小田原征伐に際して英吉は北条氏規に従って韮山城に籠もり、江川曲輪を守備した。攻撃を仕掛けてきた徳川家康勢の小笠原丹波親子を、自ら槍を振う江川の陣頭指揮により討ち取ったとされる。一方で子の英長が徳川陣にいたため、開城交渉の一端を江川親子が担った。
小田原落城後、徳川家康から朝比奈泰勝が使者として派遣された。「江川のことは先例通り」として本領を安堵され、以後は家康に仕える。文禄元年（1593年）肥前名護屋城出張に従うが、その際に酒を献じて賞された。
寛永2年（1625年）7月17日、80歳で死去した。